# Ugo Delucchi
Ugo Delucchi (Genova, 14 marzo 1961) è un fumettista e vignettista italiano.

## Biografia
Esordisce come disegnatore nel 1973 sul quotidiano genovese Il Lavoro, interrompendo poi gli studi liceali per dedicarsi alla professione di disegnatore.
Fu poi il partecipante più giovane (all'epoca diciannovenne) alla fondazione del collettivo della rivista Frigidaire, rivista sulla quale esordisce nel 1986.
Insieme a quello stesso gruppo di autori, con particolare vicinanza a Andrea Pazienza che lo "cresce" all'interno della redazione, dal 1985 pubblica anche sulla rivista Tempi Supplementari. Sempre all'interno della Primo Carnera Editore realizza tra il 1984 e il 1986 una serie di storie brevi in coppia con il disegnatore Giovanni Bruzzo.
Come regista ha diretto spot pubblicitari per la Mattel e la Penguin, mentre come illustratore ha ideato diari scolastici per la Pigna.
Nel 2015 ha collaborato con il quotidiano Il Secolo XIX per il quale ha realizzato alcuni fumetti in genovese nella pagina settimanale "Parlo Ciæo", dedicata alla lingua ligure. Contemporaneamente collabora regolarmente alle testate Frigidaire e Il Nuovo Male.